# エマヌエル・カザケーヴィチ
エマヌエル・カザケーヴィチ（Emmanuil Genrikhovich Kazakevich 1913年2月24日 - 1962年9月22日）は、ソ連の作家、詩人、劇作家。ユダヤ人で、ロシア語とイディッシュ語で執筆。
ウクライナのポルタワ県クレメンチュクに生まれる。ハリコフの機械技術専門学校を卒業後、8年間極東で建設現場長やコルホーズ議長を務めながら、詩を発表、演劇活動を行う。第二次世界大戦に参加、ベルリン攻撃で功績があった。戦後、1947年に軍隊生活の体験を基にした長編『星』が成功を収める。1956年発表の「広場の家」はソ連の政策を批判的に書いて、スターリン批判文学の先駆となる。50年代にはソビエト連邦作家同盟でスターリン以後の時代を担う。1961年『青いノート』を刊行。

## 日本語訳
- 『オーデルの春』泉三太郎訳 ダヴィッド社 1954
- 『青いノート』西本昭治訳 新日本新書 1964